# Assington
Assington – wieś w Anglii, w hrabstwie Suffolk, w dystrykcie Babergh. Leży 24 km na zachód od miasta Ipswich i 86 km na północny wschód od Londynu. Miejscowość liczy 380 mieszkańców.